# Gymnobothrus scapularis
Gymnobothrus scapularis är en insektsart som beskrevs av Bolívar, I. 1889. Gymnobothrus scapularis ingår i släktet Gymnobothrus och familjen gräshoppor. Inga underarter finns listade i Catalogue of Life.